# Aeroporto Internacional Simón Bolívar (Colômbia)
O Aeroporto Internacional Simón Bolívar (em castelhano:  Aeropuerto Internacional Simón Bolívar) (IATA: SMR, ICAO: SKSM) é um aeroporto colombiano localizado a 16,5 km do centro da cidade de Santa Marta, no departamento de Magdalena.

## Companhias Aéreas e Destinos
| Companhias                | Cidades                                  | Aliança       |
| ------------------------- | ---------------------------------------- | ------------- |
| Avianca 3 destinos        | Domésticos (3): Bogotá / Cali / Medellín | Star Alliance |
| LATAM Colômbia 2 destinos | Domésticos (2): Bogotá / Medellín        | Oneworld      |
| Viva Colômbia 2 destinos  | Domésticos (2): Bogotá / Medellín        | N/A           |